# Мюнхен (филм)
„Мюнхен“ (на английски: Munich) е американско-канадски исторически драматичен трилър на режисьора Стивън Спилбърг филм от 2005 г.
Сценарият, написан от Тони Къшнър и Ерик Рот, е базиран на книгата „Vengeance“ на Джордж Джонас и описва операция „Божи гняв“.

## Актьорски състав
| Актьор         | Роля              |
| -------------- | ----------------- |
| Ерик Бана      | Авнер Кауфман     |
| Даниел Крейг   | Стив              |
| Кийрън Хайндс  | Карл              |
| Матийо Касовиц | Робер             |
| Ханс Цишлер    | Ханс              |
| Айлит Зурер    | Дафна             |
| Джефри Ръш     | Ефраим            |
| Омар Метуали   | Али               |
| Мехди Небу     | Али Хасан Саламех |

## Награди и номинации
| Категория                         | Номиниран(и)           | Резултат               |
| Оскар (5 март 2006 г.)            | Оскар (5 март 2006 г.) | Оскар (5 март 2006 г.) |
| --------------------------------- | ---------------------- | ---------------------- |
| Най-добър филм                    | Най-добър филм         | номинация              |
| Най-добър режисьор                | Стивън Спилбърг        | номинация              |
| Най-добър адаптиран сценарий      | Тони Къшнър и Ерик Рот | номинация              |
| Най-добър филмов монтаж           | Майкъл Кан             | номинация              |
| Най-добра филмова музика          | Джон Уилямс            | номинация              |
| Златен глобус (16 януари 2006 г.) |                        |                        |
| Най-добър режисьор                | Стивън Спилбърг        | номинация              |
| Най-добър сценарий                | Тони Къшнър и Ерик Рот | номинация              |
| Емпайър (27 март 2007 г.)         |                        |                        |
| Най-добър трилър филм             | Най-добър трилър филм  | номинация              |

## Български дублаж
| Озвучаващи артисти | Елисавета Господинова Здравко Методиев Николай Николов Христо Узунов Силви Стоицов |